# THE LOVE SONG COLLECTION 2006-2007
『THE LOVE SONG COLLECTION 2006-2007』（ザ・ラブ・ソング・コレクション・2006-2007）は、MINMIのコンピレーション・アルバム。2007年11月21日発売。
初回盤のみスペシャルパッケージ。ボーナストラック1曲収録。

## 解説
- フィーチャリング・ワークがテーマだったアルバム『FRIENDS 〜MINMI featuring works BEST〜』以来、2枚目となるコンセプト・アルバム。今作では新録の曲も含め、ラブソングをテーマとし収録された。
- 元々は来年（2008年）のリリースを予定したオリジナル・アルバムとして制作されていたが、新曲にこれまでアルバムに収録していなかった楽曲を加えたらラブ・ソングが多かったということで、このようなラブ・ソングを集めたコンセプト・アルバムという形での発売となった。更に当時自身が赤ちゃんを授かっていたということもあり、この状態を残したいという本人の意思も含まれている。

## 収録曲
1. シャナナ☆
9枚目のシングル。当時は公表していなかったが、この曲を制作していた時に子供が出来たことを知り、その心境がこの歌の中にかなり入っていると語っている。
2. I Love You Baby
8枚目のシングル。
3. Lotta Love
4. CHERRY BLOSSOM
5. NANDE
コンピレーション・アルバム『Miami Shine』に収録されている曲。
6. MY SONG
7. 青空
新曲。
8. キセキのクリスマス☆ソング
新録。
9. Stay With Me
新曲。
10. 愛するということ
新曲。